# 没落予定なので、鍛冶職人を目指す
『没落予定なので、鍛冶職人を目指す』（ぼつらくよていなので、かじしょくにんをめざす）は、CKによる日本のオンライン小説およびライトノベル。小説掲載サイト『小説家になろう』にて2015年2月22日より掲載されている。書籍版はKADOKAWAのWeb小説関連の単行本レーベル「カドカワBOOKS」より2016年4月から刊行されている。イラストはかわくが手掛けている。2024年8月時点で電子版を含めたシリーズ累計部数は140万部を突破している。
小説家でなろうにおいて連載していたタイトルを書籍版でも同タイトルを使用している。またメディアミックスとして、KADOKAWAの漫画雑誌「月刊ドラゴンエイジ」にて、石田彩によるコミカライズの連載が開始され、コミックレーベル「ドラゴンコミックスエイジ」から単行本が発売されている。

## あらすじ
主人公のクルリ・ヘランは頭を打った衝撃で、自分が現代日本からゲーム『幻想学園』のモブ貴族に転生したことを思い出す。このままゲームの設定通りであれば、将来は悪徳令嬢と結婚するも、ヘラン家は没落し、悲惨な生活を送る未来が約束されていることに気付く。
手に職をつけようと、鍛冶修行をしたり温泉掘りに精を出したりしながら、ゲーム設定通りの最悪の未来を回避すべく、前世の記憶や知識を基に、エレノワール学園での生活を個性豊かな友人たちと共に開始する。

## 登場人物
声はボイスコミック版。

### 主要人物
クルリ・ヘラン
声 - 堀江瞬
本作の主人公。ゲーム『幻想学園』では没落予定のモブキャラ。
評価：運A 顔B 剣C 魔法A カリスマB ボケB ツッコミA 常識B  鍛冶スキルS
前世は学生をしていたが、交通事故で命を落とし今世に転生した（と思われる）。木の上から地面に落ちて頭を強く打った衝撃で前世の記憶を取り戻し、自分が前世ではまっていた現代日本のゲーム『幻想学園』の世界にモブキャラクターであるクルリ・ヘランとして転生していることに気付く。同時にこのままでは没落し、将来悲惨な生活を送ることになることも思い出したため最悪の未来へ備え手に職をつけようと考え、鍛冶職人修行をしたり、温泉掘りに精を出したりなどの行動を開始する。
アイリスからは美少年だと言われており、領民からも人気。
エリザ・ドーヴィル
声 - 花守ゆみり
ヒロインで宰相の娘。父親からは一度も殴られたことなどがないと言っており、デコピンで泣く。
ゲーム『幻想学園』ではクルリと結婚予定の悪役令嬢。
才色兼備だが性格はキツめ。人を周りにたくさん侍らせており、自分の傍付きなどをクラスで判断する。
取り巻きでなくとも自分が命令し、それに従うのが普通と考えている。
クルリのことをなにかと気にかけている。
プーベエ
クルリ所有のライドドラゴン。

#### ヘラン領
トラル・ヘラン
クルリの父親。悪人ではないが、無能という言葉を形にしたような人物。原作ゲームのクルリの有様は彼の影響をそのまま受けたためと考えられる。
アイス・ヘラン
クルリの母親。
モラン　
ヘラン領主邸の書庫管理人。
ロツォン
領民たちのまとめ役で、クルリの領政を補佐する。

#### エレノワール学園
アイリス・パララ
ゲーム『幻想学園』では本来の主人公。平民出身ながら学園に入学する途中でクルリと知り合う。夏休みにヘラン領を訪れた際、ロツォンに恋をするが妻子持ちと知って失恋する。
アーク・クダン
クダン王国第一王子。アイリスに一目ぼれするが、まったく相手にされていない。
レイル・レイン
第一王子の付き人兼親友。
ヴァイン・ロット
クダン王国騎士長の息子。脳筋で堅物だが、クロッシのために国を出る。
クロッシ・アッミラーレ
クルリの押しかけ弟子。金髪碧眼の美しい姿だが、自分のことを男だと言っている。が、度々ボロを出す。
実は（やはり）女の子で隣国・アッミラーレの王女様だった。
トト・ギャップ
人嫌いの薬草マニア。髪型はぱっつんで、常にジト目。金になりそうだと考えて美容に効く葉を作った。
人避けのために独特の臭いのするフードを被っている。
猫先生
エレノワール学園の魔法教師。姿は人間サイズの猫で、真の正体は不明。言葉の端々が卑猥で、
「枯れるには早すぎる」「もっと固く」などアレにしか聞こえない。クルリは最初、「本当に先生ですか？」と疑っていた。
本猫の言葉によると名前は無いという。

#### クダン王国王室
国王
クダン王国国王。アーク王子、ラーサー王子、マリア王女の３人の子供がいる。
ハーティ・クダン
クダン王国王妃。ヘラン領を訪れた際に入った温泉を気に入り、その影響でヘラン領への旅行者が激増した。
アーク・クダン
#エレノワール学園参照。
ラーサー・クダン
声 - 五十嵐裕美
クダン王国第二王子。
マリア・クダン
クダン王国第一王女。

#### ギャップ商会
トト・ギャップ
#エレノワール学園参照。

### アッミラーレ王国
クロッシ・アッミラーレ
#エレノワール学園参照。
ヴァイン・ロット　
#エレノワール学園参照。

## 既刊一覧

### 小説
- CK（著）・かわく（イラスト） 『没落予定なので、鍛冶職人を目指す』 KADOKAWA〈カドカワBOOKS〉、既刊9巻（2018年12月10日現在）
  1. 2016年4月9日初版発行（同日発売[3]）、ISBN 978-4-04-070876-8
  2. 2016年8月10日初版発行（同日発売[4]）、ISBN 978-4-04-072014-2
  3. 2016年12月10日初版発行（同日発売[5]）、ISBN 978-4-04-072124-8
  4. 2017年4月10日初版発行（同日発売[6]）、ISBN 978-4-04-072258-0
  5. 2017年8月10日初版発行（同日発売[7]）、ISBN 978-4-04-072404-1
  6. 2017年12月10日初版発行（同日発売[8]）、ISBN 978-4-04-072541-3
  7. 2018年4月10日初版発行（同日発売[9]）、ISBN 978-4-04-072685-4
  8. 2018年8月10日初版発行（同日発売[10]）、ISBN 978-4-04-072848-3
  9. 2018年12月10日初版発行（同日発売[11]）、ISBN 978-4-04-072992-3

### 漫画
- CK（原作）・かわく（キャラクター原案）・石田彩（作画） 『没落予定なので、鍛冶職人を目指す』 KADOKAWA〈ドラゴンコミックスエイジ〉、既刊16巻（2025年2月7日現在）
  1. 2017年8月8日初版発行（同日発売[12]）、ISBN 978-4-04-072394-5
  2. 2018年2月9日初版発行（同日発売[13]）、ISBN 978-4-04-072394-5
  3. 2018年8月9日初版発行（同日発売[14]）、ISBN 978-4-04-072835-3
  4. 2019年2月8日初版発行（同日発売[15]）、ISBN 978-4-04-073037-0
  5. 2019年8月9日初版発行（同日発売[16]）、ISBN 978-4-04-073296-1
  6. 2020年2月7日初版発行（同日発売[17]）、ISBN 978-4-04-073497-2
  7. 2020年8月7日初版発行（同日発売[18]）、ISBN 978-4-04-073763-8
  8. 2021年2月9日初版発行（同日発売[19]）、ISBN 978-4-04-073974-8
  9. 2021年8月6日初版発行（同日発売[20]）、ISBN 978-4-04-074204-5
  10. 2022年2月9日初版発行（同日発売[21]）、ISBN 978-4-04-074428-5
  11. 2022年8月9日初版発行（同日発売[22]）、ISBN 978-4-04-074632-6
  12. 2023年2月9日初版発行（同日発売[23]）、ISBN 978-4-04-074860-3
  13. 2023年8月9日初版発行（同日発売[24]）、ISBN 978-4-04-075068-2
  14. 2024年3月8日発売[25]、ISBN 978-4-04-075321-8
  15. 2024年8月8日発売[26]、ISBN 978-4-04-075543-4
  16. 2025年2月7日発売[27]、ISBN 978-4-04-075543-4